# Procesamiento matemático
En neurociencia, son los mecanismos neuronales que permiten que nuestro cerebro comprenda y ejecute tareas matemáticas. Es un campo de estudio que comprende desde los fundamentos anatómicos y funcionales del pensamiento numérico y el cálculo aritmético, hasta los trastornos que afectan estas capacidades.

## Introducción
El avance en neurociencias está permitiendo estudiar a fondo y cuestionar los modelos de explicación de procesos de cognición, no solo básicos, sino también complejos como la lectura, la escritura, la música o la habilidad matemática. En lo que respecta a esta última, los estudios de pacientes con lesiones cerebrales, así como la neuroimagen y el uso de aparatos como la Estimulación Magnética Transcraneana, son métodos que hoy por hoy ceden a hipótesis de cómo el encéfalo realiza tareas matemáticas y las rutas neuronales que se encargan de estas funciones. Parece ser que, en general el procesamiento matemático se divide en dos subprocesos que a su vez comparten y difieren en redes neuronales (véase Capítulo de Neuroanatomía), el sentido numérico (llamado también pensamiento numérico) y el cálculo aritmético.

### Sentido Numérico
El sentido numérico tiene que ver con una capacidad de determinar cantidades en el entorno, de contar elementos del espacio. Experimentos en psicología evolutiva y psicología cognitiva, demuestran que esta facultad, al menos en su expresión más básica, está presente en los sujetos desde edades muy tempranas. Sugiriendo que nacemos con ciertos módulos preparados para la tarea de contar, y que luego se complejizan con la exposición al aprendizaje. El pensamiento numérico presenta características comunes que dependen, en parte, de la información genética de la especie:
- Efecto de distancia: El tiempo en que se tarda en identificar cual es el mayor (o menor) de dos números depende de su diferencia (distancia). A mayor distancia entre ellos menor tiempo.
- Efecto de tamaño: Para igual distancia numérica, la discriminación entre dos números empeora conforme aumentan sus valores numéricos. Esto es, en una tarea de comparación de números es más difícil decidir entre 9 y 8 que entre 3 y 2. Ello sugiere que nuestro cerebro maneja los números de forma similar a como lo hace con las cantidades pertenecientes a magnitudes físicas como peso, longitud o volumen.
- Efecto SNARC: El efecto SNARC (Spatial-Numerical Association of Response Code) apunta a la fuerte relación que existe entre espacio y procesamiento matemático. Los números parecen representarse en un continuo interno similar a una línea que va de izquierda a derecha en espacio, empezando desde el dígito menor desde la izquierda hasta el mayor en el extremo de la derecha, como en la lectura de letras y palabras. Claramente esto depende del aprendizaje, pues para comunidades cuya línea de lectura es de derecha a izquierda, la representación de los números se daría en este sentido.

### El Cálculo
Es la habilidad de interrelacionar las cantidades numéricas, por medio de reglas espaciales y semánticas, en distintas combinaciones y productos. Esta capacidad cognitiva es una de las más evolucionadas en la especie humana, hasta el punto de regir los diseños y patrones de la sociedad contemporánea. Al igual que el sentido numérico, el cálculo se divide en dos sistemas de representación, el logográfico o formato arábigo (0, 1, 2, 3, 4, 5, 6, 7, 8, 9), y el fonográfico o formato verbal-auditivo (cero, uno, dos, tres, cuatro, cinco..). 
En lo que respecta a como se realiza la tarea numérica, se han diseñado modelos explicativos, entre lo que se pueden resaltar el modelo cognitivo de McCloskey y el modelo del triple código. A los que posteriormente, se les efectuó diversas críticas (Willmes et al). Sin embargo, aquí se expondrán someramente, más con un fin ilustrativo.
- Modelo Cognitivo de McCloskey et al.

Propone que el procesamiento matemático se compone de un input (sistemas de procesamiento numérico y de cálculo), una central de representaciones abstractas con dos módulos (logográfico y fonográfico), y un output (producto). Todo esto intervenido por una ruta semántica donde los módulos se encuentran separados.
- Modelo de Triple Código.

Contrariamente al anterior, propone rutas asemánticas y divide la central en tres códigos: 1) cantidades espaciales, 2) verbal auditivo y 3) Arábigo, que se pueden comunicar entre sí y cuyo uso depende de la demanda de la tarea.

## Desarrollo Evolutivo
La cuantificación de los elementos que forman parte de nuestro entorno, es una capacidad básica no solo del ser humano, sino también de otras especies animales, que contribuye a la adaptación del organismo a su medio. De esta forma parece que es una habilidad que nace con la especie, pero que se desarrolla en patrones más complejos con ayuda del aprendizaje y la exposición al ambiente. En el caso del hombre, habilidad que trasciende la mera adaptación y supervivencia a una manipulación de los elementos del medio para comprender los mecanismos del mismo.
La representación de los números y las operaciones aritméticas aparecieron hace apenas 3500-5000 años. Estas habilidades podrían interpretarse como un tipo de cognición que en sus orígenes implica, por lo menos, algún tipo de conocimiento corporal, conceptos espaciales y de lenguaje. Al parecer las habilidades matemáticas se derivan de la secuenciación de los dedos. Contar, reconocer los dedos e incluso el conocimiento espacial lateral pueden presentar un origen histórico común. Prueba de ello es la cooperación de redes neuronales, en una misma región cerebral, para la realización de estos procesos. 

## Neuroanatomía
Investigaciones recientes realizadas señalan que los circuitos neuronales del procesamiento numérico se localizan principalmente en el lóbulo parietal, específicamente en surco intraparietal y el giro angular (conocida como región parietal izquierda). Aunque otras regiones cerebrales como la corteza prefrontal, la parte posterior del lóbulo temporal, la corteza cingulada y la ínsula, además de distintas regiones subcorticales parecen contribuir al correcto funcionamiento de estas capacidades. En lo que respecta a la región parietal, fue Salomon Heschen quien en 1920 le adjudicó capacidad de representar cantidades y realizar cálculos, desde ese entonces, parece haber consenso en que esta zona comporta los principales circuitos concernientes al procesamiento matemático. 
En 1924 el neurólogo Gertsmann halló en tres pacientes con lesiones en esta región defectos en la escritura (agrafía), el cálculo (acalculia), reconocimiento de los dedos (agnosia digital) e imposibilidad de distinguir entre derecha e izquierda. A este conjunto de trastornos se le llamaría a posteriori síndrome de Gerstmann (recientemente Síndrome Angular). Aunque estas alteraciones suelen darse de forma conjunta, parece que algunos pacientes pueden mostrarlas selectivamente, esto es, por ejemplo presentar acalculia y agrafia sin los otros dos defectos. Así, se sugiere que la región parietal izquierda se subdivide en microrregiones especializadas en cada una de estas tareas. Por su parte, los estudios de Dehaene y Cohen con el paciente M, ayudaron a corroborar la hipótesis de que el cálculo aproximado y el cálculo por memoria mecánica (tablas de multiplicar y sumar) comportan distintas redes neuronales y sustratos anatómicos. 
Lóbulo parietal: surco intraparietal, giro angular, región superior
Como se ha mencionado, parece existir consenso que en el lóbulo parietal especialmente su porción inferior se asientan los principales procesos implicados en las tareas matemáticas. Una porción conocida como surco intraparietal se activa cuando los sujetos se representan y/o relacionan cantidades, y la ejecución de cálculos sin intervención lingüística. Aunque bien, esta zona parece estar especialmente diseñada para la lectura espacial de símbolos dispuestos en secuencias lineales, con lo que además de simbolizar cantidades, representa las letras del alfabeto y las palabras. En lo que corresponde al giro angular, su participación se da en el cálculo, en particular, el que se encuentra relacionado con operaciones lingüísticas. Finalmente, y aunque también se le ha relacionado con tareas matemáticas, por el momento la zona parietal superior, se cree, cumple las funciones atencionales y del filtro en dichas tareas.
Otras zonas cerebrales
Es sabido que para realizar tareas de cálculo, se necesita de la memoria de trabajo para mantener los símbolos en la conciencia, mientras se realizan operaciones. Tal es la función de la zona prefrontal, que además de esto, participa en la planificación del proceso y en el control de errores que se comenten en la actividad matemática. Por su parte el cortez occitotemporal cumple la labor de reconocimiento de cifras arábigas y símbolos verbales de las cantidades.

## Patologías
Las lesiones del lóbulo parietal inferior u otras regiones asociadas provocará potencialmente defectos en las habilidades matemáticas, derivándose en una acalculia, ya sea, diferenciada o asociada a otros defectos. Sin embargo, cabe aclarar que el procesamiento matemático también se puede ver perjudicado por trastornos del desarrollo del sistema nervioso. Según Serra et al. se ha detectado hipodensidad de la sustancia gris del giro angular en sujetos con discalculia o síndromes en los que se incluyen defectos en el cálculo y los números como el Síndrome de Turner o asociados al cromosoma X.

## Enlaces
- http://www.redesparalaciencia.com/?s=matematicas (enlace roto disponible en Internet Archive; véase el historial, la primera versión y la última).

- Datos: Q6087136